# Fritz-Karsen-Schule
Die Fritz-Karsen-Schule (schulintern kurz: FKS) ist eine Gemeinschaftsschule im Berliner Ortsteil Britz. Die Schule ist nach dem Entschiedenen Schulreformer Fritz Karsen benannt und steht in der Tradition der von ihm während der Weimarer Republik angestoßenen Reformen an der Karl-Marx-Schule in Neukölln. Sie folgt dem Anspruch Fritz Karsens „Nicht Dreiheits-, nicht Zweiheits-, sondern Einheitsschule“, den dieser während der Reichsschulkonferenz 1920 formulierte, sowie dem Motto des ersten Schulleiters Fritz Hoffmann der „bruchlosen Schule“.

## Allgemeines
An der Fritz-Karsen-Schule werden etwa 1200 Schüler und Schülerinnen von rund 180 Mitarbeiterinnen und Mitarbeiter betreut und unterrichtet. Die Schule ist die älteste staatliche Gemeinschaftsschule Deutschlands. Seit dem Jahr 2008 trägt die Schule den Untertitel „Gemeinschaftsschule mit Grundstufe und gymnasialer Oberstufe“. Für die Gymnasiale Oberstufe wurde 2010 ein Erweiterungsbau fertiggestellt. Außerdem wurde von 2009 bis 2010 der Schulhof umgebaut.

## Standorte
Insgesamt hat die Schule drei Standorte, die alle in Nähe zueinander liegen.
- Onkel-Bräsig-Straße 76/78

Der Standort in der Onkel-Bräsig-Straße ist der Hauptstandort. Hier werden die Klassen 4–13 unterrichtet. Dies erfolgt in fünf verschiedenen Gebäuden: Hauptgebäude (Klassen 7–10), altes Oberstufengebäude (11. Klassen), neues Oberstufengebäude (Klassen 12 und 13; Kunsträume; Bibliothek), Aula mit Bio- und Chemie-Track als Anbau und der Grundstufe (Klassen 4–6).
- Fulhamer Allee 30

In der Fulhamer Allee ist einer von zwei Standorten für die Klassen 1–3. Diese Standort ist durch einen Weg vom Hauptgelände der Schule getrennt. Hier werden sechs der neun Klassen aus den Jahrgängen 1–3 unterrichtet.
- Backbergstraße 37

Das Gebäude des Standortes Backbergstraße ist das älteste Gebäude (Baujahr: 1876) der Schule. Zugleich ist es durch die Sanierung in der Zeit von 2018 bis 2023 auch das modernste Gebäude der Schule. Der Standort ist mit einer Bibliothek und einer Halle ausgestattet.

## Geschichte

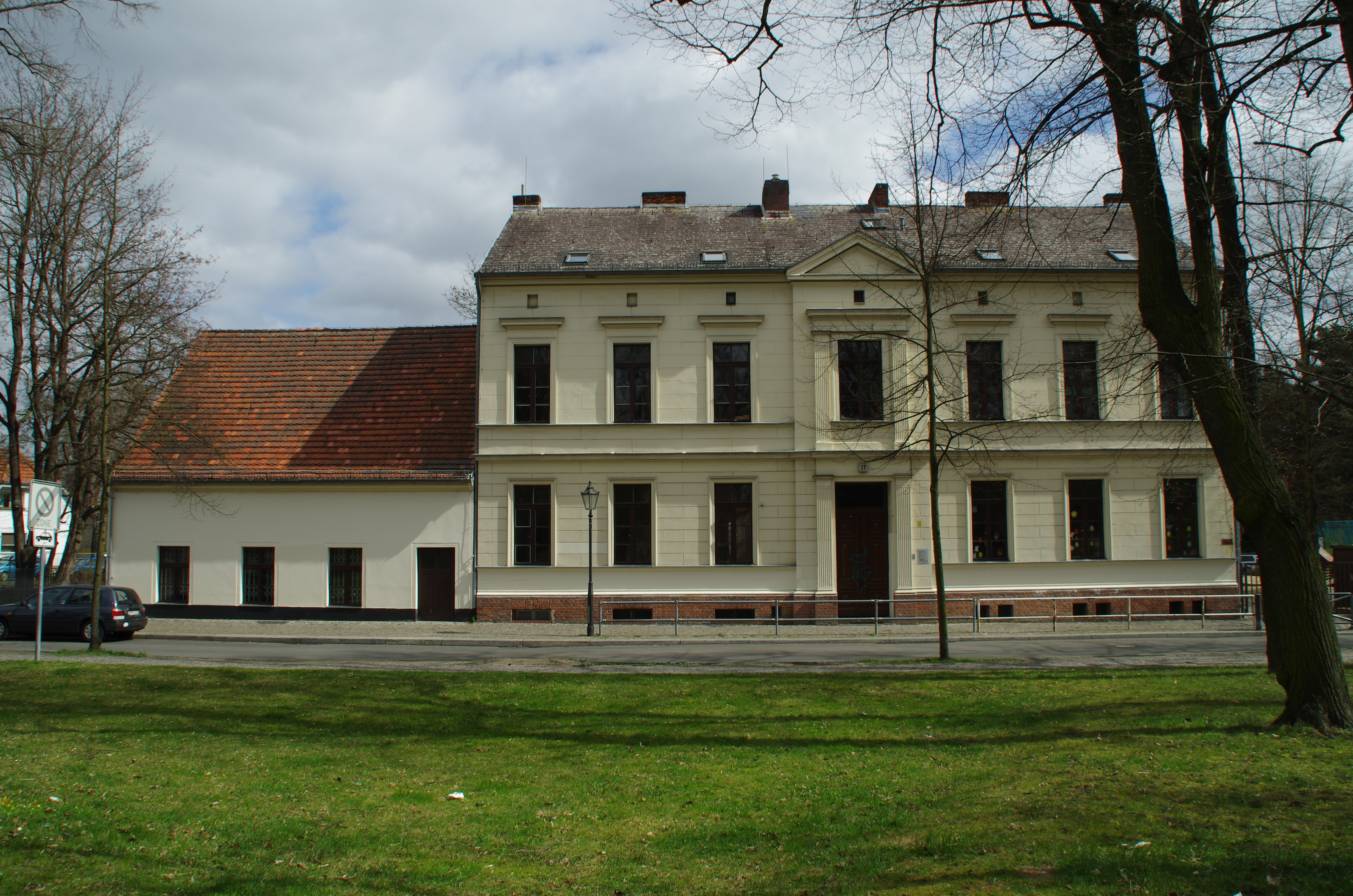
Haus Backbergstraße 37

Die Fritz-Karsen-Schule wurde 1948 als Einheitsschule gegründet, damals noch in der Britzer Chausseestraße (heute: Britzer Damm). Im Jahr 1949 zog die Schule in die Onkel-Bräsig-Straße. 1956 erhielt die Schule ihren Namen Fritz-Karsen-Schule. Im Jahr 1992 stellte die Schule einen Antrag auf „Offenen Ganztagsbetrieb“. 2005 wurden die Klassen 1–3 in den gebundenen Ganztagsbetrieb aufgenommen. Ein Jahr später folgten die Mittelstufe und  die Klassen 4–6.

## Veranstaltungen
In der Schule finden jedes Jahr ein Frühlingsfest, ein Sommerfest und ein Weihnachtsfest statt.

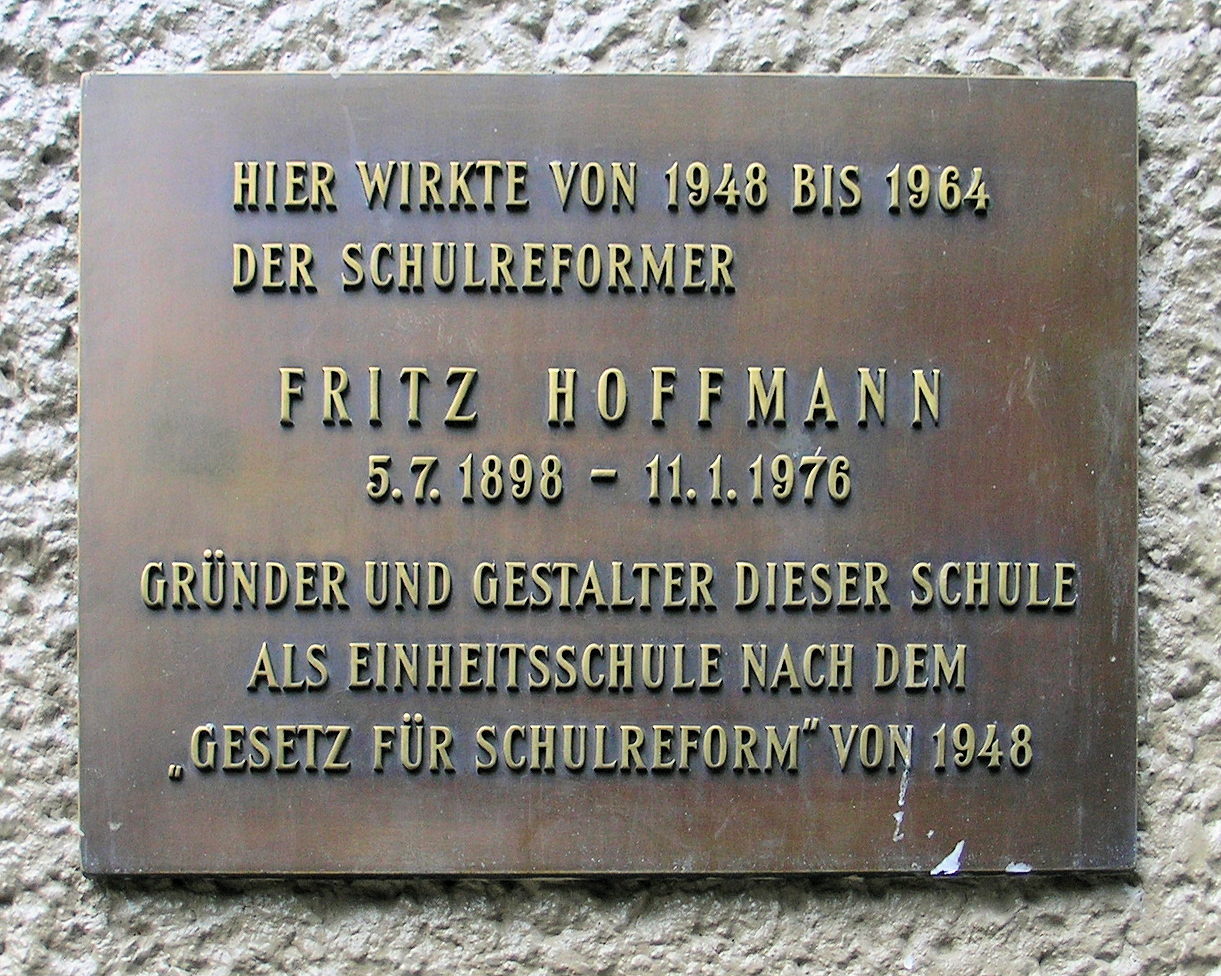
Gedenktafel für Fritz Hoffmann

## Schulleiter
- Fritz Hoffmann (1948–1964, vor der nationalsozialistischen „Machtergreifung“ letzter Rektor der Rütli-Schule)
- Eberhard Klein (1964–1967)
- Erwin Voigt (1967–1970)
- Werner Hinkel (1970–1992)
- Lothar Sack (1992–2006)
- Robert Giese (2006–2025)
- Jan Winkelmann (seit 2025)